# Rượu nicotinyl
Rượu nicotinyl (pyridylcarbinol) là một dẫn xuất niacin được sử dụng như một tác nhân hạ lipid máu và làm thuốc giãn mạch. Nó gây ra đỏ bừng và có thể làm giảm huyết áp.
Nó xuất hiện như một tinh thể hòa tan trong nước và rượu dễ dàng, cũng hòa tan trong ether; phạm vi nóng chảy 147 Lên148 °C. 

Axit nicotinic là một thuốc giãn mạch ngoại vi ngắn; hợp chất này đã được thực hiện để làm cho hành động của nó lâu hơn và hiệu quả. Nó kích thích sự bốc hỏa ở da đầu và ngực trên với nhiệt, nhưng không có tác dụng chính trong huyết áp. Nó được sử dụng trong các bệnh mạch máu ngoại biên, như bệnh xơ cứng động mạch, bệnh Raynaud, thromboangiitis obliterans (bệnh Buerger), thuyên tắc động mạch, chilblains hoặc đau nửa đầu liên quan đến co thắt mạch máu.
Fischer và Tebrock đã làm việc với loại thuốc này ở hơn hai trăm bệnh nhân trong hơn ba năm, đạt được những cải thiện hiệu quả, chủ yếu là trong các triệu chứng liên quan đến bệnh nhân bị gián đoạn, chữa lành vết loét và các triệu chứng khác.